# 欲望之血4
《欲望之血4》是日本ILLUSION公司于2002年9月13日制作发行的一款十八禁3D动作冒险游戏。

## 剧情
人类星际移民半个多世纪后，游戏女主角依丝卡瞒着养父乘坐飞船前往其出生地火星。在即将抵达时飞船发生了意外，火星发生了政变。依丝卡在运输公司运输员赛法的帮助下，展开了冒险与逃亡......

## 人物
- 依丝卡（Esk）：女主角。在还是婴儿时于火星被拾养，与养父一起在地球生活，想要看一看自己的出生地而瞒着持反对意见的养父前往火星。
- 赛法（Cifer）：在火星运输公司工作的少年。在工作中卷入了火星政变，与ESK一起逃出了航天港，之后一直照顾她。
- 菲儿（Fei）：可爱的小宠物。在火星与年幼的伊丝卡一起被养父捡得。与依丝卡形影不离，对伊丝卡来说就像亲弟弟一样。
- 玛丽（Merle）：据说是财宝猎人的来历不明的女子，人称“血腥玛丽”。在火星上因某种目的一直追踪着依丝卡。
- 雷德（Raid）、杰克（Jake）：玛丽手下的二人组。一个是炮手，一个是机械师兼飞行员。
- 丽蒂丝（Litis）：与赛法在同一机构的女子。小时候和双亲同遭意外，但因为接触到火星的神奇力量而捡了一条命。
- 拉克雷（Larklay）：新火星组织的年轻统帅。从引退的祖父那里继承了组织，谋求对火星的实际控制。最终目的是对流放自己及同伴到火星的地球首脑进行报复。
- 蓓儿（Bael）：新火星组织属下的女军官。在被拉克雷所救后追随左右。对拉克雷有一种超过普通下属对上司的感情。
- 加斯顿（Gustn）：火星的在野党首领，受新火星组织的委托追踪伊丝卡等人。

## 外部連結
- ILLUSION （页面存档备份，存于）（日語）